# Wahlhelfer (Deutschland)

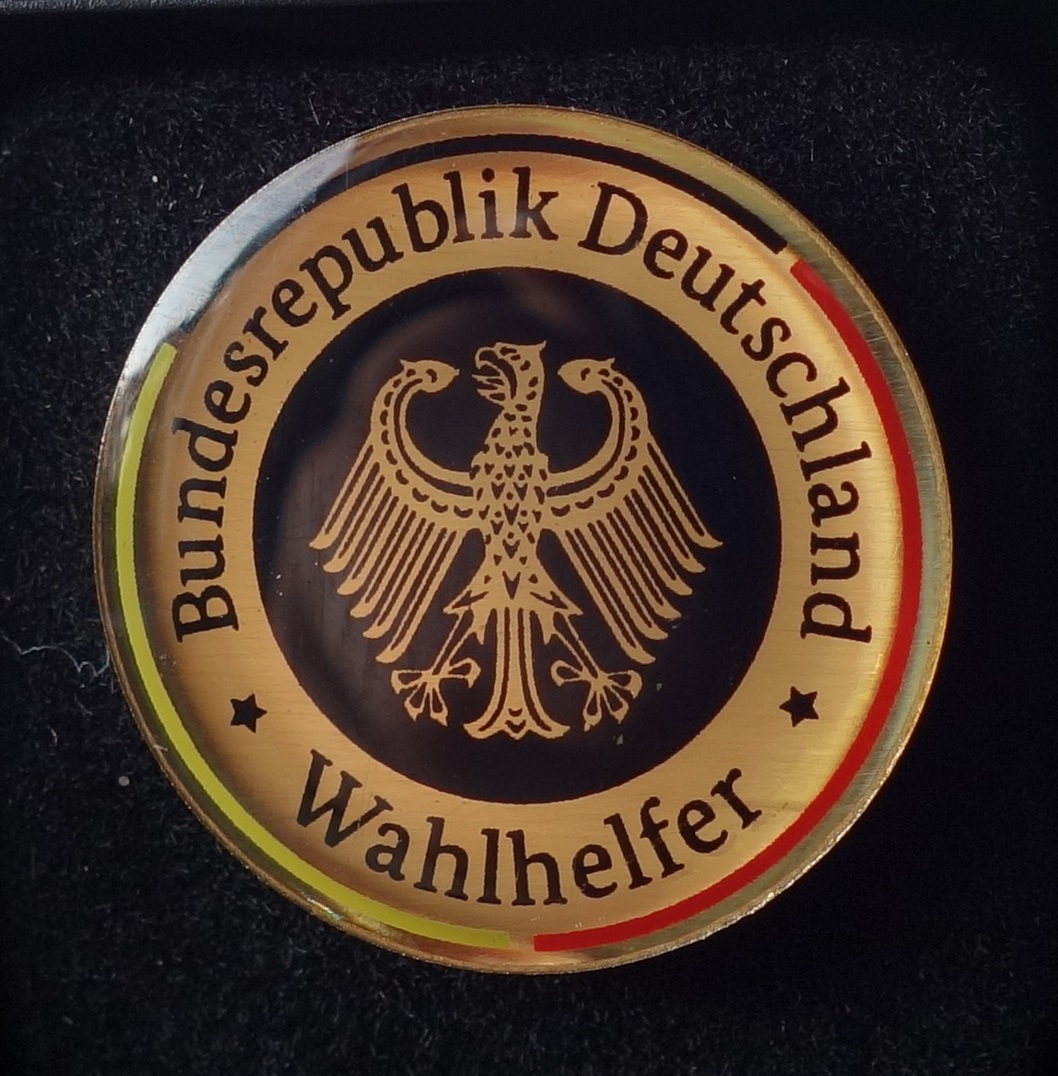
Von 2017 bis 2021 verliehene Ehrennadel für langjährige Wahlhelfer bei bundesweiten Wahlen

Wahlhelfer sind Mitglieder der Wahlvorstände in deutschen Wahllokalen.

## Rechtliche Regelungen
Rechtliche Regelungen für die Tätigkeit des Wahlvorstandes und anderer Wahlorgane finden sich in den Wahlgesetzen und Wahlordnungen. Auf Bundesebene sind dies das Bundeswahlgesetz (BWahlG) und die Bundeswahlordnung (BWO).

## Zusammensetzung der Wahlvorstände
Die Wahlvorstände bestehen in jedem Wahllokal aus:
- einem Wahlvorsteher als Leiter des Wahlvorstands,
- dem stellvertretenden Wahlvorsteher,
- drei bis sieben Beisitzern.

Je nach Wahl werden ein Schriftführer und ein stellvertretender Schriftführer entweder im Vorfeld von der Gemeinde bestellt oder vom Wahlvorsteher aus den Beisitzern ausgewählt. Die Schriftführer sind u. a. für die ordnungsgemäße Erstellung der Wahlniederschrift verantwortlich.

## Berufung
Die Wahlhelfer werden vor jeder Wahl von den Gemeindebehörden berufen. Sie sollen möglichst aus den Wahlberechtigten der Gemeinde, nach Möglichkeit aus den Wahlberechtigten des Wahlbezirks berufen werden (§ 6 BWO). 
Bevorzugt werden in Wahlvorstände berufen:
- Personen, die von Parteien vorgeschlagen sind. Nach § 9 Abs. 2 Satz 4 BWahlG sind die in dem jeweiligen Bezirk vertretenen Parteien nach Möglichkeit zu berücksichtigen. Entsprechende Regelungen finden sich in den Landes- und Kommunalwahlgesetzen, die sich teilweise auch auf Wählergruppen erstrecken.
- Beamte und Arbeitnehmer im öffentlichen Dienst (§ 9 Abs. 5 BWahlG)
- Wahlberechtigte, die sich freiwillig bei der Gemeinde melden.

Die Übernahme des Wahlehrenamts können gem. § 9 BWO ablehnen
1. Mitglieder der Bundesregierung oder einer Landesregierung,
2. Mitglieder des Europäischen Parlaments, des Deutschen Bundestages oder eines Landtages,
3. Wahlberechtigte, die am Wahltage das 65. Lebensjahr vollendet haben,
4. Wahlberechtigte, die glaubhaft machen, dass ihnen die Fürsorge für ihre Familie die Ausübung des Amtes in besonderer Weise erschwert,
5. Wahlberechtigte, die glaubhaft machen, dass sie aus dringenden beruflichen Gründen oder durch Krankheit oder Behinderung oder aus einem sonstigen wichtigen Grunde gehindert sind, das Amt ordnungsmäßig auszuüben.

Wenn ein Wahlberechtigter das Ehrenamt ohne zulässigen Ablehnungsgrund ablehnt oder unentschuldigt fehlt, kann die zuständige Behörde eine Geldbuße verhängen. Diese ist je nach Bundesland unterschiedlich, in Berlin kann sie bis zu 1000 Euro betragen.

## Aufgaben
Ein Wahlvorstand hat unter anderem folgende Aufgaben:
- Sorge für die ordnungsgemäße Durchführung der Wahl
- Sorge für Ruhe und Ordnung im Wahlraum
- Überprüfung der Wahlberechtigung auf Grund des Wählerverzeichnisses
- Überprüfung von Wahlscheinen
- Ausgabe des Stimmzettels
- Vermerk über die Wahlteilnahme im Wählerverzeichnis
- Freigabe der Wahlurne für den Einwurf des Stimmzettels
- Gegebenenfalls Hilfeleistung bei Stimmabgabe von Wählerinnen und Wählern mit Behinderung
- Zählung der Wähler
- Zählung der Stimmen
- Ermittlung des vorläufigen Wahlergebnisses im Rahmen einer sogenannten Schnellmeldung, die an die Gemeindebehörde weitergeleitet wird
- Feststellung des Wahlergebnisses im Wahlbezirk.

Die Wahlhelfer sind zur unparteiischen Wahrnehmung ihres Amtes und zur Verschwiegenheit über die ihnen bei ihrer amtlichen Tätigkeit bekannt gewordenen Angelegenheiten verpflichtet. Der Wahlvorsteher ist befugt, Personen, die die Ruhe und Ordnung stören, aus dem Sitzungsraum zu verweisen (§ 10 Abs. 2 Satz 1 BWahlG, § 5 Abs. 5, 6 BWO).

## Auslagenersatz
Wahlhelfer erhalten gem. § 10 BWO einen Auslagenersatz (notwendige Fahrkosten, Tage- und Übernachtungsgeld sowie Erfrischungsgeld für den Wahltag). Werden Angehörige des öffentlichen Dienstes berufen, wird je nach Dienststelle und bekleidetem Amt die Tätigkeit als Wahlhelfer teilweise als Arbeitszeit gut geschrieben und ein Freizeitausgleich gewährt.

## Urkunde und Ehrennadel für Wahlhelfer
Seit der Bundestagswahl 2017 erhielten die Wahlhelfer bei bundesweiten Wahlen eine Urkunde für Wahlhelfer; wer regelmäßig bei bundesweiten Wahlen mithalf, erhielt außerdem eine Ehrennadel für Wahlhelfer. Wegen des Datenschutzes durfte etwa das städtische Wahlamt in Frankfurt keine Informationen über die Wahlhelfer erfassen. Daher nominierten die für die Einteilung der Wahlhelfer jeweils zuständigen, ebenfalls ehrenamtlichen Stadtbezirksvorsteher die Kandidaten.
2024 teilte das Bundesinnenministerium mit, dass die Würdigung eingestellt wird. Zur Begründung hieß es, es lägen keine Erkenntnisse dafür vor, dass die Urkunden und Ehrennadeln zu einer Erhöhung der Bereitschaft führen, sich als Wahlhelfer zu engagieren. Weiterhin sei es gehäuft zu Beschwerden von Wahlhelfern gekommen, weil die Ausgabe der Ehrungen von den Gemeinden unterschiedlich gehandhabt wurde. Bereits zur Europawahl 2024 werden daher, auch vor dem Hintergrund der aktuellen Sparvorgaben für den Bundeshaushalt, keine Ehrennadeln und Urkunden durch den Bund mehr zur Verfügung gestellt.